# Cy Endfield
Cyril Raker Endfield, dit Cy Endfield, né le 10 novembre 1914 à Scranton (Pennsylvanie, États-Unis) et mort le 16 avril 1995 à Shipston-on-Stour (Warwickshire, Royaume-Uni), est un scénariste, metteur en scène de théâtre et de cinéma, écrivain, magicien, et inventeur américain, établi en Grande-Bretagne à partir de 1953.

## Biographie

### Le cinéaste
Né à Scranton, en Pennsylvanie, Endfield, après avoir fréquenté l'université Yale, commence sa carrière comme metteur en scène de théâtre et professeur d'art dramatique, domaine dans lequel il s'acquiert une solide réputation dans le monde du théâtre new-yorkais progressiste. En dépit de ce bagage qu'il partage avec Orson Welles, c'est essentiellement l'habileté d'Endfield en matière de tours de cartes qui suscite pour lui l'intérêt du père de Citizen Kane ; Welles l'engage comme apprenti pour les productions Mercury (qui ont à cette époque pour siège la RKO) mais, après l'échec cuisant de La Splendeur des Amberson (qui débouche sur l'expulsion de l'équipe Mercury des terres de la RKO), Endfield signe un contrat de réalisateur avec la MGM, pour laquelle il dirige un grand nombre de courts-métrages (dont les derniers films de l'inusable série Our Gang), avant de travailler en indépendant sur des productions à petit budget pour la société Monogram, entre autres.
C'est avec le film noir The Underworld Story (1950), une production indépendante distribuée par United Artists, qu'Endfield obtient un premier succès critique qui attire en même temps l'attention des grands studios. Le film constitue un grand bond en avant par rapport à ce qu'il a produit précédemment en matière de budget, et de critique sociale, une attaque cinglante de la presse corrompue, qui peut aussi bien être interprétée, plus largement, comme une attaque contre l'idéologie maccartyste qui sévit à l'époque. Il continue sur sa lancée en réalisant ce que d'aucuns considèrent comme son chef-d'œuvre : Fureur sur la ville (The Sound of Fury ; connu aussi sous le titre Try And Get Me !), un thriller de lynchage basé sur une histoire vraie. C'est avec ces deux réalisations que l'approche des personnages caractéristique d'Endfield se développe, avec un pessimisme non dénué de sentiments.
En 1951, Endfield est cité comme communiste à une audition devant la Commission des activités anti-américaines (House Un-American Activities Committee : HUAC). Mis sur liste noire par les patrons des studios de cinéma, il se retrouve dans l'incapacité de trouver du travail à Hollywood et part s'établir au Royaume-Uni, pays où il écrit et dirige des films sous différents pseudonymes, avec au générique, les noms d'acteurs eux aussi mis sur liste noire. En 1958, Endfield est nommé pour le BAFTA du Meilleur scénario original pour Train d'enfer (Hell Drivers). En 1961, il réalise L'Île mystérieuse (Mysterious Island) avec des effets spéciaux signés Ray Harryhausen.
Son œuvre la plus connue est Zoulou (Zulu), réalisé en 1964. Après une poignée d'autres productions indépendantes, il abandonne la mise en scène de cinéma en 1971, son ultime film étant Universal Soldier (en), dans lequel il fait une apparition à la manière d'Hitchcock, en compagnie de Germaine Greer. En 1979, il écrit un livre documentaire, Zulu Dawn, qui relate la campagne militaire britannique contre la nation zoulou en 1879. De ce livre, un film (L'Ultime Attaque) est tiré, sorti la même année et au scénario duquel Endfield collabore, un film mis en scène par Douglas Hickox.

### L'inventeur
On attribue par ailleurs à Endfield la paternité de l'invention d'un ordinateur de poche muni d'un pavé numérique accordé permettant d'accélérer de façon sensible la vitesse de frappe, une alternative au gros clavier à « une frappe : un caractère ». L'appareil fonctionne comme un instrument de musique, en pressant des combinaisons de touches, produisant une série entière de caractères alphanumériques. Endfield l'a appelé « Microwriter » — un nom qui est devenu par la suite « CyKey ». L'appareil continue à être développé à l'heure actuelle, par l'un des anciens collaborateurs d'Endfield, Chris Rainey, et la société Bellaire Electonics.

### Le magicien
Comme dit plus haut, Endfield est également un magicien accompli, et un créateur de tours de cartes. Le magicien britannique Michael Vincent (en) se plaît à citer Endfield comme l'une de ses influences majeures. Certaines de ses inventions dans le domaine des tours de cartes ont été consignées par écrit dans un livre de Lewis Ganson, devenu un classique du genre : Cy Endfield's Entertaining Card Magic.
Cy Endfield est mort en 1995 à Shipston-on-Stour, dans le Warwickshire, en Grande-Bretagne, à l'âge de 80 ans.

## Filmographie

### Comme réalisateur
- 1942 : Inflation
- 1944 : Nostradamus IV
- 1944 : Radio Bugs
- 1944 : Tale of a Dog
- 1944 : Dancing Romeo
- 1945 : The Great American Mug
- 1946 : Magic on a Stick
- 1946 : Our Old Car
- 1946 :  Le Partenaire silencieux (Gentleman Joe Palooka)
- 1947 : Stork Bites Man
- 1948 : Le Secret d'argile (The Argyle Secrets (en))
- 1949 : Joe Palooka in the Big Fight
- 1950 : Corruption (The Underworld Story)
- 1950 : Fureur sur la ville (The Sound of Fury/ Try and Get Me)
- 1952 : Colonel March Investigates
- 1952 : Tarzan défenseur de la jungle (en) (Tarzan's Savage Fury)
- 1953 : The Limping Man
- 1954 : Impulse
- 1955 : The Master Plan (en)
- 1955 : The Secret (en)
- 1956 : Les Aventures du colonel March (Colonel March of Scotland Yard)
- 1956 : Child in the House (en)
- 1957 : Train d'enfer (Hell Drivers)
- 1958 : Requins de haute mer (Sea Fury)
- 1959 : Jet Storm
- 1961 : L'Île mystérieuse (Mysterious Island)
- 1963 : Au septième coup (Hide and Seek)
- 1964 : Zoulou (Zulu)
- 1965 : Les Sables du Kalahari (Sands of the Kalahari)
- 1969 : Le Divin marquis de Sade (De Sade)
- 1971 : Universal Soldier (en)

### Comme scénariste
- 1946 : Joe Palooka, Champ de Reginald Le Borg
- 1946 : Gentleman Joe Palooka
- 1946 : Mr. Hex de William Beaudine
- 1947 : Hard Boiled Mahoney de William Beaudine
- 1947 : Stork Bites Man
- 1948 : Sleep, My Love de Douglas Sirk - non crédité
- 1948 : The Argyle Secrets (en)
- 1949 : Joe Palooka in the Big Fight
- 1949 : Joe Palooka in the Counterpunch de Reginald Le Borg
- 1950 : The Underworld Story
- 1950 : Fureur sur la ville (The Sound of Fury/ Try and Get Me)
- 1954 : Impulse
- 1955 : The Master Plan (en)
- 1955 : Crashout de Lewis R. Foster
- 1955 : The Secret (en)
- 1956 : Child in the House (en) de Charles De la Tour et C. Endfield
- 1957 : Train d'enfer (Hell Drivers) - adaptation
- 1957 : Rendez-vous avec la peur (Night of the Demon) de Jacques Tourneur - non crédité
- 1958 : Requins de haute mer (Sea Fury)
- 1959 : Jet Storm
- 1964 : Zoulou (Zulu)
- 1965 : Les Sables du Kalahari (Sands of the Kalahari)
- 1971 : Universal Soldier (en) (+ acteur)
- 1979 : L'Ultime attaque (Zulu Dawn) de Douglas Hickox - scénario et histoire originale

### Comme producteur
- 1946 : Mr. Hex
- 1964 : Zoulou (Zulu)
- 1965 : Les Sables du Kalahari (Sands of the Kalahari)